# Британски систем мера
Британски систем мера (енгл. Imperial units), систем традиционалних мерних јединица које се легално користе у Уједињеном Краљевству и земљама Комонвелта. Веома сличан је и амерички систем мера, који се користи у САД.

## Дужина
Основна јединица за дужину је јард (енгл. yard). Он је једнак растојању, на температури од 62 F или 16 и 2/3 C, између цртица угравираних на златним плочицама које носи бронзана полуга усвојена 1878. као прототип (енгл. Imperial Standard Yard). Према мерењу извршеном 1895, његова величина у метарском систему износи 914,3922 мм. Делови и множине јарда су:
| Назив                | Енглески           | Дефиниција    | У метарском систему |
| -------------------- | ------------------ | ------------- | ------------------- |
| јард                 | yard               | стандард      | 0,9143922 m         |
| стопа                | foot               | 1/3 јарда     | 0,30479974 m        |
| инч                  | inch               | 1/12 стопе    | 25,399978 mm        |
| федом                | fathom             | 2 јарда       | 1,8288 m            |
| поул/род/перч        | pole/rod/perch     | 5,5 јарди     | 5,0292 m            |
| чејн                 | chain              | 22 јарда      | 20.1168 m           |
| ферлонг              | furlong            | 220 јарди     | 201.168 m           |
| статутна миља        | statute mile       | 1.760 јарди   | 1.609,3426 m        |
| oбична енглеска миља | London mile        | 5.000 стопа   | 1.523,997 m         |
| морска миља/чвор     | nautical mile/knot | 6.080 стопа   | 1.853,1824 m        |
| aдмиралитетска миља  | admiralty mile     | 6.086,5 стопа | 1.855,162 m         |

## Површина
Основна јединица за површину је квадратни јард (енгл. square yard), а његови најважнији делови и множине су квадратни инч, квадратна стопа, квадратни поул, род или перч и ејкр (енгл. acre of land).
| Назив           | Енглески     | Дефиниција           | У метарском систему |
| --------------- | ------------ | -------------------- | ------------------- |
| квадратни јард  | square yard  |                      | 0,8361 m2           |
| квадратна стопа | square foot  |                      | 0,0929 m2           |
| квадратни инч   | square inch  |                      | 0.0006452 m2        |
| квадратни поул  | square pole  |                      | 25,2929 m2          |
| eјкр            | acre of land | 160 квадратних поула | 4.046, 84 m2        |

## Запремина
Основна јединица за запремину је кубни јард  (енгл. cubic yard). Његови најважнији делови и множине су: кубна стопа, кубни инч, ејкр-стопа (енгл. acre foot) = 1 ејкр x 1 стопа.
| Назив            | Енглески     | Дефиниција         | У метарском систему |
| ---------------- | ------------ | ------------------ | ------------------- |
| регистарска тона | register ton | 100 кубних стопа   | 2,8317 m3           |
| oкеанска тона    | freight ton  | 40 кубних стопа    | 1,1327 m3           |
| gалон            | gallon       | 277,42 кубних инча | 4,54596 l           |

## Маса
Основна јединица за масу је фунта (енгл. pound, lb, avoirdupois pound). По закону о тежинама и мерама из 1878, којим је коначно дефинисана, то је маса цилиндра од чисте платине, висине 1,35, а пречника 1,15 инча. Према мерењу овог еталона извршеном 1895, његова величина у метарском систему избоси 453,592428 грама.
| Назив               | Енглески            | Дефиниција   | У метарском систему |
| ------------------- | ------------------- | ------------ | ------------------- |
| фунта               | pound (lb)          | стандард     | 453,5924 g          |
| грејн               | grain (gr)          | 1/7000 фунте | 64,799 mg           |
| драм                | dram (dr)           | 1/256 фунте  | 1,7718 g            |
| унца                | ounce (oz)          | 1/16 фунте   | 28,3495 g           |
| стоун               | stone               | 14 фунти     | 6.350,294 g         |
| квартер             | quarter             | 2 стоуна     | 12,7006 kg          |
| барел за барут      | barrel              | 100 фунти    | 45,3592 kg          |
| хандредвејт         | hundredweight (cwt) | 8 стоуна     | 50,8024 kg          |
| кратка/бродска тона | short ton           | 2.000 фунти  | 907,1849 kg         |
| дугачка тона        | long ton            | 20 cwt       | 1.016,047 kg        |
| трој фунта          | troy pound          | 5.760 грејна | 373,2418 g          |
| пенивејт            | pennyweight         | 24 грејна    | 1,5552 g            |
| трој унца           | troy ounce          |              | 31,10348 g          |